# Бондарчук Валерій Васильович
Бондарчук Валерій Васильович (Гордий, Гордій, Палій, Пилип, Прісько, Сизий, Старий, Степан, 42, 1920; 1918, Мислині, Горохівський район, Волинська область – 5 вересня 1950, Цегів, Горохівський район, Волинська область) – лицар  Бронзового хреста заслуги УПА.

## Життєпис
Народився у сім’ї священика. Освіта середня. За фахом – учитель. Член ОУН із 1937 р. Працював учителем. У кінці 1939 р. нелегально перейшов кордон на територію Польщі окуповану німцями. Мешкав у Кракові. У серпні 1940 р. арештований Управління НКВС Львівської під час нелегального переходу радянсько-німецького кордону та завербований в агенти під оперативним псевдом «Тихий». Після звільнення уникаючи співпраці з органами НКВС перейшов на нелегальне становище. Повідомив Провід ОУН про контакт з органами НКВС і отримав реабілітацію та дозвільна подальшу діяльність в межах Організації. Влітку 1941 р. у складі Північної похідної групи повернувся на Волинь. Організатор української допомогової поліції в м. Луцьк (1941), комендант української допомогової поліції Луцької області (1942-1943). Керівник підпілля ОУН у м. Луцьку. 
Восени 1943 р. перед загрозою арешту Гестапо перейшов на нелегальне становище. Організаційно-мобілізаційний референт, а відтак керівник Ковельського окружного проводу ОУН (23.09.1944-24.08.1947). Через хворобу звільнився з посади. Після одужання – референт пропаганди крайового проводу ОУН на ПЗУЗ (1948-1950), керівник друкарні ОУН. Загинув у бою з оперативно-військовою групою МДБ. Тіло забране ворогом до Луцька. Місце поховання не відоме. 
Поручник-політвиховник УПА (22.01.1948); відзначений Бронзовим хрестом заслуги (11.10.1945).